# Open Nederlandse kampioenschappen zwemmen 2023
De Open Nederlandse kampioenschappen zwemmen 2023 werden gehouden van 8 tot en met 11 juni 2023 in sportcomplex Amerena in Amersfoort. Deze wedstrijd was onderdeel van het kwalificatietraject, voor de Nederlandse zwemmers, richting de wereldkampioenschappen zwemmen 2023 in Fukuoka, de wereldkampioenschappen zwemmen 2024 in Doha.

## WK-kwalificatie 2023
De KNZB stelde onderstaande limieten vast voor deelname aan de wereldkampioenschappen zwemmen 2023 in Fukuoka, Japan. Zeven zwemmers en acht zwemsters voldeden tijdens eerdere wedstrijden aan de kwalificatie-eisen. Kwalificatie is uitsluitend mogelijk via de Olympische nummers. De bondscoach zwemmen kan besluiten zwemmers na kwalificatie in te schrijven op niet-olympische onderdelen.
Tijdlijn
| Datum                     | Wedstrijd                                      | Plaats                                  |
| ------------------------- | ---------------------------------------------- | --------------------------------------- |
| 18-25 juni 2022           | Wereldkampioenschappen zwemsporten 2022        | Boedapest                               |
| 11-17 augustus 2022       | Europese kampioenschappen zwemmen 2022         | Rome                                    |
| 1-4 december 2022         | Rotterdam Qualification Meet 2022              | Rotterdam                               |
| 6-9 april 2023            | Eindhoven Qualification Meet 2023              | Eindhoven                               |
| 8-11 juni 2023            | Open Nederlandse kampioenschappen zwemmen 2023 | Amersfoort                              |
| 18 juni 2022-11 juni 2023 | Twee wedstrijden naar keuze per sporter        | Twee wedstrijden naar keuze per sporter |

Limieten
| Onderdeel        | Mannen   | Vrouwen  |
| ---------------- | -------- | -------- |
| 50m vrije slag   | 22,12    | 25,04    |
| 100m vrije slag  | 48,51    | 54,25    |
| 200m vrije slag  | 1.47,06  | 1.58,66  |
| 400m vrije slag  | 3.48,15  | 4.10,57  |
| 800m vrije slag  | 7.53,11  | 8.37,90  |
| 1500m vrije slag | 15.04,64 | 16.29,57 |
| 100m rugslag     | 54,03    | 1.00,59  |
| 200m rugslag     | 1.58,07  | 2.11,08  |
| 100m schoolslag  | 59,75    | 1.07,35  |
| 200m schoolslag  | 2.10,32  | 2.25,91  |
| 100m vlinderslag | 51,96    | 58,33    |
| 200m vlinderslag | 1.56,71  | 2.09,21  |
| 200m wisselslag  | 1.59,76  | 2.12,98  |
| 400m wisselslag  | 4.17,48  | 4.43,06  |

Overzicht behaalde WK-limieten
| Onderdeel        | Mannen                               | Mannen            | Vrouwen                                                   | Vrouwen                 |
| Onderdeel        | Naam                                 | Tijd              | Naam                                                      | Tijd                    |
| ---------------- | ------------------------------------ | ----------------- | --------------------------------------------------------- | ----------------------- |
| 50m vrije slag   | Thom de Boer Kenzo Simons Jesse Puts | 21,59 21,81 22,02 | Marrit Steenbergen Valerie van Roon Kim Busch Tessa Giele | 24,42 24,64 24,68 24,74 |
| 100m vrije slag  |                                      |                   | Marrit Steenbergen                                        | 52,98                   |
| 200m vrije slag  |                                      |                   | Marrit Steenbergen Janna van Kooten                       | 1.55,58 1.58,54         |
| 400m vrije slag  |                                      |                   | Imani de Jong                                             | 4.10,34                 |
| 800m vrije slag  |                                      |                   |                                                           |                         |
| 1500m vrije slag |                                      |                   | Imani de Jong                                             | 16.28,38                |
| 100m rugslag     |                                      |                   | Kira Toussaint Maaike de Waard Marrit Steenbergen         | 59,16 59,65 1.00,50     |
| 200m rugslag     |                                      |                   |                                                           |                         |
| 100m schoolslag  | Arno Kamminga                        | 58,62             | Tes Schouten                                              | 1.05,71                 |
| 200m schoolslag  | Caspar Corbeau Arno Kamminga         | 2.09,13 2.09,47   | Tes Schouten                                              | 2.21,71                 |
| 100m vlinderslag | Nyls Korstanje                       | 51,41             |                                                           |                         |
| 200m vlinderslag |                                      |                   |                                                           |                         |
| 200m wisselslag  |                                      |                   | Marrit Steenbergen                                        | 2.09,16                 |
| 400m wisselslag  | Thomas Jansen                        | 4.17,34           |                                                           |                         |

### Niet-olympische onderdelen
Kwalificatie is uitsluitend mogelijk via de Olympische nummers. De bondscoach zwemmen (senioren) kan besluiten zwemmers na kwalificatie op een olympische onderdeel in te schrijven op niet-olympische onderdelen.
Limieten
| Onderdeel       | Mannen | Vrouwen |
| --------------- | ------ | ------- |
| 50m rugslag     | 25,16  | 28,22   |
| 50m schoolslag  | 27,33  | 31,02   |
| 50m vlinderslag | 23,53  | 26,32   |

Overzicht behaalde WK-limieten
| Onderdeel       | Mannen                                     | Mannen            | Vrouwen                        | Vrouwen     |
| Onderdeel       | Naam                                       | Tijd              | Naam                           | Tijd        |
| --------------- | ------------------------------------------ | ----------------- | ------------------------------ | ----------- |
| 50m rugslag     |                                            |                   | Maaike de Waard Kira Toussaint | 27,54 27,69 |
| 50m schoolslag  | Koen de Groot Caspar Corbeau Arno Kamminga | 27,16 27,26 27,32 |                                |             |
| 50m vlinderslag | Nyls Korstanje Thomas Verhoeven            | 22,88 23,22       | Maaike de Waard Kim Busch      | 25,62 26,17 |

¹ Zwemmers van wie de namen schuingedrukt staan hebben geen limiet gezwommen op een olympisch onderdeel.

## WK-kwalificatie 2024
De KNZB stelde onderstaande limieten vast voor deelname aan de wereldkampioenschappen zwemmen 2024 in Doha, Qatar. Vier zwemmmers en zes zwemsters voldeden tijdens eerdere wedstrijden aan de kwalificatie-eisen. Kwalificatie is uitsluitend mogelijk via de Olympische nummers. De bondscoach zwemmen kan besluiten zwemmers na kwalificatie in te schrijven op niet-olympische onderdelen.
Tijdlijn
| Datum                           | Wedstrijd                                         | Plaats                                  |
| ------------------------------- | ------------------------------------------------- | --------------------------------------- |
| 1-4 december 2022               | Rotterdam Qualification Meet 2022                 | Rotterdam                               |
| 6-9 april 2023                  | Eindhoven Qualification Meet 2023                 | Eindhoven                               |
| 8-11 juni 2023                  | Open Nederlandse kampioenschappen zwemmen 2023    | Amersfoort                              |
| 14-30 juli 2023                 | Wereldkampioenschappen zwemmen 2023               | Fukuoka                                 |
| augustus 2023                   | Europese kampioenschappen zwemmen onder 23 - 2023 | Dublin                                  |
| 30 november-3 december 2023     | Rotterdam Qualification Meet 2023                 | Rotterdam                               |
| 1 december 2022-3 december 2023 | Twee wedstrijden naar keuze per sporter           | Twee wedstrijden naar keuze per sporter |

Limieten
| Onderdeel        | Mannen   | Vrouwen  |
| ---------------- | -------- | -------- |
| 50m vrije slag   | 22,12    | 25,04    |
| 100m vrije slag  | 48,51    | 54,25    |
| 200m vrije slag  | 1.47,06  | 1.58,66  |
| 400m vrije slag  | 3.48,15  | 4.10,57  |
| 800m vrije slag  | 7.53,11  | 8.37,90  |
| 1500m vrije slag | 15.04,64 | 16.29,57 |
| 100m rugslag     | 54,03    | 1.00,59  |
| 200m rugslag     | 1.58,07  | 2.11,08  |
| 100m schoolslag  | 59,75    | 1.07,35  |
| 200m schoolslag  | 2.10,32  | 2.25,91  |
| 100m vlinderslag | 51,96    | 58,33    |
| 200m vlinderslag | 1.56,71  | 2.09,21  |
| 200m wisselslag  | 1.59,76  | 2.12,98  |
| 400m wisselslag  | 4.17,48  | 4.43,06  |

Overzicht behaalde WK-limieten
| Onderdeel        | Mannen                       | Mannen          | Vrouwen                                           | Vrouwen             |
| Onderdeel        | Naam                         | Tijd            | Naam                                              | Tijd                |
| ---------------- | ---------------------------- | --------------- | ------------------------------------------------- | ------------------- |
| 50m vrije slag   | Kenzo Simons Thom de Boer    | 21,81 22,02     | Marrit Steenbergen Kim Busch                      | 24,42 24,68         |
| 100m vrije slag  |                              |                 | Marrit Steenbergen                                | 52,98               |
| 200m vrije slag  |                              |                 | Marrit Steenbergen Janna van Kooten               | 1.55,58 1.58,54     |
| 400m vrije slag  |                              |                 | Imani de Jong                                     | 4.10,34             |
| 800m vrije slag  |                              |                 |                                                   |                     |
| 1500m vrije slag |                              |                 | Imani de Jong                                     | 16.28,38            |
| 100m rugslag     |                              |                 | Maaike de Waard Kira Toussaint Marrit Steenbergen | 59,65 59,88 1.00,50 |
| 200m rugslag     |                              |                 |                                                   |                     |
| 100m schoolslag  | Arno Kamminga                | 58,90           | Tes Schouten                                      | 1.05,71             |
| 200m schoolslag  | Caspar Corbeau Arno Kamminga | 2.09,13 2.09,47 | Tes Schouten                                      | 2.21,71             |
| 100m vlinderslag | Nyls Korstanje               | 51,49           |                                                   |                     |
| 200m vlinderslag |                              |                 |                                                   |                     |
| 200m wisselslag  |                              |                 | Marrit Steenbergen                                | 2.09,16             |
| 400m wisselslag  | Thomas Jansen                | 4.17,34         |                                                   |                     |

### Niet-olympische onderdelen
Kwalificatie is uitsluitend mogelijk via de Olympische nummers. De bondscoach zwemmen (senioren) kan besluiten zwemmers na kwalificatie op een olympische onderdeel in te schrijven op niet-olympische onderdelen.
Limieten
| Onderdeel       | Mannen | Vrouwen |
| --------------- | ------ | ------- |
| 50m rugslag     | 25,16  | 28,22   |
| 50m schoolslag  | 27,33  | 31,02   |
| 50m vlinderslag | 23,53  | 26,32   |

Overzicht behaalde WK-limieten
| Onderdeel       | Mannen                                     | Mannen            | Vrouwen                        | Vrouwen     |
| Onderdeel       | Naam                                       | Tijd              | Naam                           | Tijd        |
| --------------- | ------------------------------------------ | ----------------- | ------------------------------ | ----------- |
| 50m rugslag     |                                            |                   | Maaike de Waard Kira Toussaint | 27,94 28,02 |
| 50m schoolslag  | Koen de Groot Caspar Corbeau Arno Kamminga | 27,16 27,26 27,32 |                                |             |
| 50m vlinderslag | Thomas Verhoeven Nyls Korstanje            | 23,22 23,40       | Maaike de Waard Kim Busch      | 25,64 26,26 |

¹ Zwemmers van wie de namen schuingedrukt staan hebben geen limiet gezwommen op een olympisch onderdeel.

## Nederlandse records
| Datum  | Onderdeel           | Nieuwe recordhouder | Tijd    | Oude recordhouder | Tijd    | Datum        |
| ------ | ------------------- | ------------------- | ------- | ----------------- | ------- | ------------ |
| 8 juni | 200m schoolslag (v) | Tes Schouten        | 2.21,71 | Tes Schouten      | 2.22,21 | 7 april 2023 |

## Medailles
Legenda
- WR = Wereldrecord
- ER = Europees record
- NR = Nederlands record
- CR = Kampioenschapsrecord

### Mannen
| Onderdeel            | Goud                                                                                | Goud       | Zilver                                                                             | Zilver   | Brons                                                                              | Brons    |
| -------------------- | ----------------------------------------------------------------------------------- | ---------- | ---------------------------------------------------------------------------------- | -------- | ---------------------------------------------------------------------------------- | -------- |
| Vrije slag           |                                                                                     |            |                                                                                    |          |                                                                                    |          |
| 50 m                 | Nyls Korstanje Aqua Novio '94                                                       | 22,20      | Kenzo Simons De Dolfijn                                                            | 22,24    | Thom de Boer De Dolfijn                                                            | 22,34    |
| 100 m                | Sean Niewold WVZ                                                                    | 49,39      | Stan Pijnenburg PSV                                                                | 49,84    | Perry Laarhoven Feijenoord Albion ZC                                               | 49,94    |
| 200 m                | Lucas Peters Nextline Swimming                                                      | 1.49,46    | Bart Sommeling De Dolfijn                                                          | 1.50,13  | Ben Schwietert ZPC Amersfoort                                                      | 1.50,39  |
| 400 m                | Lucas Peters Nextline Swimming                                                      | 3.54,44    | Sander Crooijmans Nextline Swimming                                                | 3.56,58  | Thomas Jansen WVZ                                                                  | 3.57,23  |
| 800 m                | Sander Crooijmans Nextline Swimming                                                 | 8.11,45    | Bart Sommeling De Dolfijn                                                          | 8.16,29  | Vincent Crooijmans Nextline Swimming                                               | 8.17,53  |
| 1500 m               | Sander Crooijmans Nextline Swimming                                                 | 15.45,53   | David Groenewegen PSV                                                              | 16.39,90 | Borys Rudman Blue Marlins                                                          | 16.45,09 |
| Rugslag              |                                                                                     |            |                                                                                    |          |                                                                                    |          |
| 50 m                 | Kai van Westering KNZB                                                              | 25,57      | Jay de Vries Blue Marlins                                                          | 26,22    | Niels Dijkshoorn ZVVS                                                              | 26,38    |
| 100 m                | Kai van Westering KNZB                                                              | 54,92      | Niels Dijkshoorn ZVVS                                                              | 56,79    | Austin Namesnik ZPC Amersfoort                                                     | 56,87    |
| 200 m                | Kai van Westering KNZB                                                              | 1.59,13    | Niels Dijkshoorn ZVVS                                                              | 2.02,77  | Thomas Jansen WVZ                                                                  | 2.03,60  |
| Schoolslag           |                                                                                     |            |                                                                                    |          |                                                                                    |          |
| 50 m                 | Arno Kamminga De Dolfijn                                                            | 27,32 CR   | Koen de Groot PSV                                                                  | 27,61    | Kasper Leeuw ZPC Amersfoort                                                        | 28,41    |
| 100 m                | Arno Kamminga De Dolfijn                                                            | 59,08 CR   | Koen de Groot PSV                                                                  | 1.00,96  | Bram Zwetsloot ZV Nuenen                                                           | 1.01,47  |
| 100 m                | Arno Kamminga De Dolfijn                                                            | 59,08 CR   | Koen de Groot PSV                                                                  | 1.00,96  | Luca Janssen PSV                                                                   | 1.01,47  |
| 200 m                | Arno Kamminga De Dolfijn                                                            | 2.10,13 CR | Luca Janssen PSV                                                                   | 2.13,55  | Ivo Kroes Azuro                                                                    | 2.14,28  |
| Vlinderslag          |                                                                                     |            |                                                                                    |          |                                                                                    |          |
| 50 m                 | Thomas Verhoeven Feijenoord Albion ZC                                               | 23,22 CR   | Nyls Korstanje Aqua Novio '94                                                      | 23,40    | Thom de Boer De Dolfijn                                                            | 23,69    |
| 100 m                | Nyls Korstanje Aqua Novio '94                                                       | 51,49 CR   | Thomas Verhoeven Feijenoord Albion ZC                                              | 53,86    | Michael Smink Blue Marlins                                                         | 53,92    |
| 200 m                | Niels de Boer Hellas-Glana                                                          | 2.01,55    | Émile Fouzaï Blue Marlins                                                          | 2.03,58  | Austin Namesnik ZPC Amersfoort                                                     | 2.05,89  |
| Wisselslag           |                                                                                     |            |                                                                                    |          |                                                                                    |          |
| 200 m                | Thomas Jansen WVZ                                                                   | 2.02,80    | Domingo Kuipers DZ&PC                                                              | 2.04,31  | Lucas Greven Hellas-Glana                                                          | 2.06,57  |
| 400 m                | Thomas Jansen WVZ                                                                   | 4.19,23    | Yanieck Weijland Blue Marlins                                                      | 4.31,14  | Domingo Kuipers DZ&PC                                                              | 4.32,57  |
| Vrije slag estafette |                                                                                     |            |                                                                                    |          |                                                                                    |          |
| 4×100 m              | De Dolfijn 1 Bart Sommeling Tim Hoogerwerf Thom de Boer Renzo Tjon-A-Joe            | 3.20,67    | PSV 1 Luuk van Rooij Tom Donker Koen de Groot Stan Pijnenburg                      | 3.22,39  | Feijenoord Albion ZC 1 Perry Laarhoven Ivo Stolk Thomas Verhoeven Ensger Kotterink | 3.23,56  |
| 4×200 m              | Nextline Swimming 1 Vincent Crooijmans Stan de Swart Sander Crooijmans Lucas Peters | 7.28,25    | PSV 1 Tom Donker Tiago Fonseca Gomes Luuk van Rooij Stan Pijnenburg                | 7.29,45  | De Dolfijn 1 Bart Sommeling Tim Hoogerwerf Wiktor Syldatk Nino Sieling             | 7.39,66  |
| Wisselslagestafette  |                                                                                     |            |                                                                                    |          |                                                                                    |          |
| 4×100 m              | PSV 1 Luuk van Rooij Koen de Groot Tom Donker Stan Pijnenburg                       | 3.42,59    | De Dolfijn 1 Francisco Rogerio Santos Noah de Schryver Tim Hoogerwerf Thom de Boer | 3.45,41  | PSV 2 Hendrik van der Leest Luca Janssen Tiago Fonseca Gomes Lars Verhalle         | 3.45,67  |

### Vrouwen
| Onderdeel            | Goud                                                                    | Goud           | Zilver                                                                       | Zilver   | Brons                                                                           | Brons    |
| -------------------- | ----------------------------------------------------------------------- | -------------- | ---------------------------------------------------------------------------- | -------- | ------------------------------------------------------------------------------- | -------- |
| Vrije slag           |                                                                         |                |                                                                              |          |                                                                                 |          |
| 50 m                 | Marrit Steenbergen PSV                                                  | 24,82          | Milou van Wijk WVZ                                                           | 25,10    | Valerie van Roon De Dolfijn                                                     | 25,16    |
| 100 m                | Marrit Steenbergen PSV                                                  | 52,98          | Milou van Wijk WVZ                                                           | 54,77    | Janna van Kooten ZPC Hoogeveen                                                  | 55,19    |
| 200 m                | Marrit Steenbergen PSV                                                  | 1.55,58        | Janna van Kooten ZPC Hoogeveen                                               | 1.58,54  | Imani de Jong De Dolfijn                                                        | 2.00,06  |
| 400 m                | Imani de Jong De Dolfijn                                                | 4.10,34        | Janna van Kooten ZPC Hoogeveen                                               | 4.11,20  | Serena Stel De Dolfijn                                                          | 4.16,28  |
| 800 m                | Serena Stel De Dolfijn                                                  | 8.56,53        | Marte Hieke van der Kamp HZ&PC Heerenveen                                    | 9.04,06  | Hedwig Bolt HZ&PC Heerenveen                                                    | 9.10,56  |
| 1500 m               | Imani de Jong De Dolfijn                                                | 16.51,14       | Serena Stel De Dolfijn                                                       | 16.57,43 | Marte Hieke van der Kamp HZ&PC Heerenveen                                       | 17.10,09 |
| Rugslag              |                                                                         |                |                                                                              |          |                                                                                 |          |
| 50 m                 | Maaike de Waard PSV                                                     | 28,09          | Tessa Giele Feijenoord Albion ZC                                             | 28,34    | Lieke Oude Lenferink WS Twente                                                  | 28,96    |
| 100 m                | Maaike de Waard PSV                                                     | 1.00,32        | Marrit Steenbergen PSV                                                       | 1.00,50  | Lotte Hosper Blue Marlins                                                       | 1.01,26  |
| 200 m                | Lotte Hosper Blue Marlins                                               | 2.13,57        | Carolina Cermelli De Dolfijn                                                 | 2.17,97  | Lieke Oude Lenferink WS Twente                                                  | 2.18,39  |
| Schoolslag           |                                                                         |                |                                                                              |          |                                                                                 |          |
| 50 m                 | Anne Palmans WVZ                                                        | 31,45          | Madelijne Schothans De Dinkel                                                | 31,63    | Hanna Kareinen De Dolfijn                                                       | 32,26    |
| 100 m                | Tes Schouten BZ&PC                                                      | 1.06,43        | Madelijne Schothans De Dinkel                                                | 1.09,49  | Sterre Hendriks PSV                                                             | 1.11,06  |
| 200 m                | Tes Schouten BZ&PC                                                      | 2.21,71 NR, CR | Anna van Droffelaar PSV                                                      | 2.30,95  | Madelijne Schothans De Dinkel                                                   | 2.,33    |
| Vlinderslag          |                                                                         |                |                                                                              |          |                                                                                 |          |
| 50 m                 | Maaike de Waard PSV                                                     | 25,88          | Kinge Zandringa De Dolfijn                                                   | 26,66    | Tessa Giele Feijenoord Albion ZC                                                | 27,04    |
| 100 m                | Marrit Steenbergen PSV                                                  | 58,55          | Kinge Zandringa De Dolfijn                                                   | 59,15    | Maaike de Waard PSV                                                             | 59,20    |
| 200 m                | Femke Spiering ZPC Amersfoort                                           | 2.13,65        | Lotte Hosper Blue Marlins                                                    | 2.15,03  | Evy Roozeboom DAW                                                               | 2.15,39  |
| Wisselslag           |                                                                         |                |                                                                              |          |                                                                                 |          |
| 200 m                | Marrit Steenbergen PSV                                                  | 2.10,88        | Anna van Droffelaar PSV                                                      | 2.16,53  | Elise Tanis De Dolfijn                                                          | 2.17,01  |
| 400 m                | Femke Spiering ZPC Amersfoort                                           | 4.59,11        | Djanilla Brink De Dolfijn                                                    | 5.04,34  | Alinda Dingshoff De Dolfijn                                                     | 5.05,49  |
| Vrije slag estafette |                                                                         |                |                                                                              |          |                                                                                 |          |
| 4×100 m              | ZPC Amersfoort 1 Femke Spiering Maaike Ooms Rosalie Reef Elise Hardeman | 3.45,93 NR     | PSV 1 Yara van Kalmthout Manon Ritten Kirsten Verhallen Sam van Nunen        | 3.46,76  | De Dolfijn 1 Angelina Rolman Silke Huisman Tamara Grove Femke Hoppenbrouwer     | 3.49,44  |
| 4×200 m              | De Dolfijn 1 Angelina Rolman Serena Stel Silke Huisman Tamara Grove     | 8.21,22        | ZPC Amersfoort 1 Femke Spiering Nynke Boerefijn Marin Wieling Elise Hardeman | 8.24,03  | PSV 1 Kirsten Verhalle Janne Slegers Kim Roestenberg Manon Ritten               | 8.41,67  |
| Wisselslagestafette  |                                                                         |                |                                                                              |          |                                                                                 |          |
| 4×100 m              | De Dolfijn 1 Elise Tanis Hanna Kareinen Kinge Zandringa Silke Huisman   | 4.10,49        | PSV 1 Yara van Kalmthout Anna van Droffelaar Kirsten Verhalle Sam van Nunen  | 4.14,31  | ZPC Amersfoort 1 Jetske Moot Chantalle Zijderveld Femke Spiering Elise Hardeman | 4.14,71  |

### Gemengd
| Onderdeel            | Goud                                                                          | Goud       | Zilver                                                                               | Zilver  | Brons                                                                              | Brons   |
| -------------------- | ----------------------------------------------------------------------------- | ---------- | ------------------------------------------------------------------------------------ | ------- | ---------------------------------------------------------------------------------- | ------- |
| Vrije slag estafette |                                                                               |            |                                                                                      |         |                                                                                    |         |
| 4×100 m              | ZPC Amersfoort 1 Austin Namesnik Ben Schwietert Femke Spiering Elise Hardeman | 3.32,44 NR | De Dolfijn 1 Jesse van der A Tim Hoogerwerf Silke Huisman Femke Hoppenbrouwer        | 3.33,10 | Blue Marlins 1 Michael Smink Brandon van den Berg Merel Schravendijk Megan Jonkman | 3.36,87 |
| Wisselslagestafette  |                                                                               |            |                                                                                      |         |                                                                                    |         |
| 4×100 m              | ZPC Amersfoort 1 Austin Namesnik Kasper Leeuw Femke Spiering Elise Hardeman   | 3.55,76    | De Dolfijn 1 Francisco Rogerio Santos Noah de Schryver Kinge Zandringa Silke Huisman | 3.56,02 | PSV 1 Tom Donker Lars Verhalle Kirsten Verhalle Marrit Steenbergen                 | 4.00,24 |